# Júlio Guerra

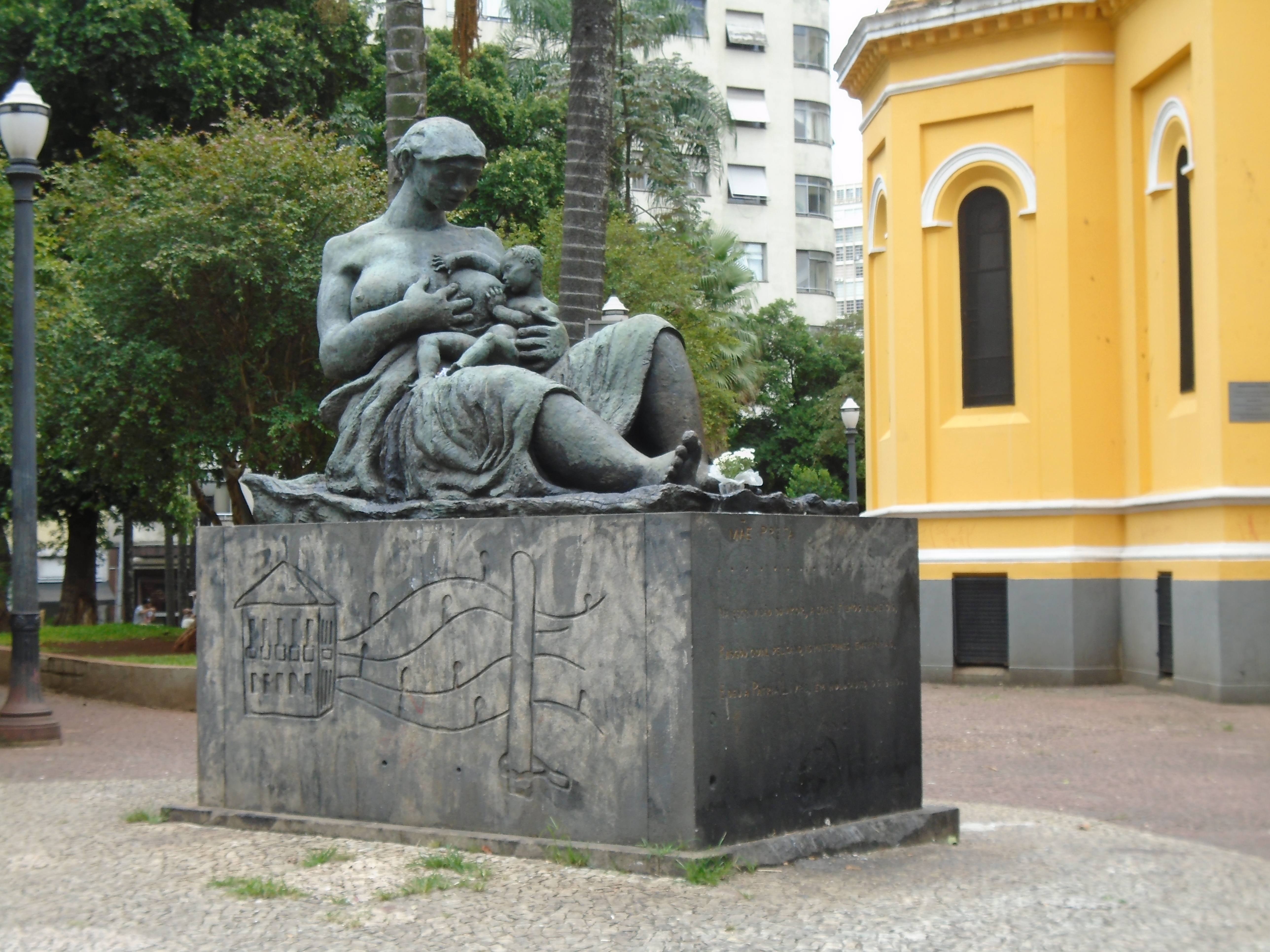
Mãe Preta (Largo do Paiçandu, São Paulo(SP), Brasil)

Júlio Guerra (Santo Amaro, 20 de janeiro de 1912 — São Paulo, 21 de janeiro de 2001) foi um escultor brasileiro.
Nasceu no então município paulista de Santo Amaro, e começou a estudar na Escola de Belas Artes de São Paulo em 1930.
Júlio Guerra é autor de alguns monumentos que viraram referência em espaços públicos da cidade de São Paulo, como a Estátua de Borba Gato, na Avenida Santo Amaro e o mural do Teatro Paulo Eiró, na Avenida Adolfo Pinheiro, além da Mãe preta, que fica no Largo do Paiçandu. Além disso, existem obras fora do circuito cultural do bairro e em lugares mais afastados das principais ruas do município de São Paulo, como a escultura sobre um dos túmulos da família Schimidt, no Cemitério de Santo Amaro, mostrando Jesus deitado afagado por Maria Madalena.